# 애브비
애브비(AbbVie)는 2013년 설립된 미국의 공개 거래 생체의약품 기업이다. 애벗 래버러토리스의 기업 분사를 통해 설립되었다.

## 역사
2011년 10월 19일, 애벗 래버러토리스는 2개의 공개 거래 기업들로의 분사 계획을 발표했다. 새로운 애벗 연구소들은 의료기기, 진단장비, 영양제를 포함한 다양한 제품을 전문으로 할 예정이었고, 반면 애브비는 연구 기반 제약 기업으로 운영할 예정이었다. 이 분사는 2013년 1월 1일 발효되었고 애브비는 공식적으로 2013년 1월 2일 뉴욕 증권거래소에 ABBV라는 종목명으로 상장되었다.